# Референдум про незалежність

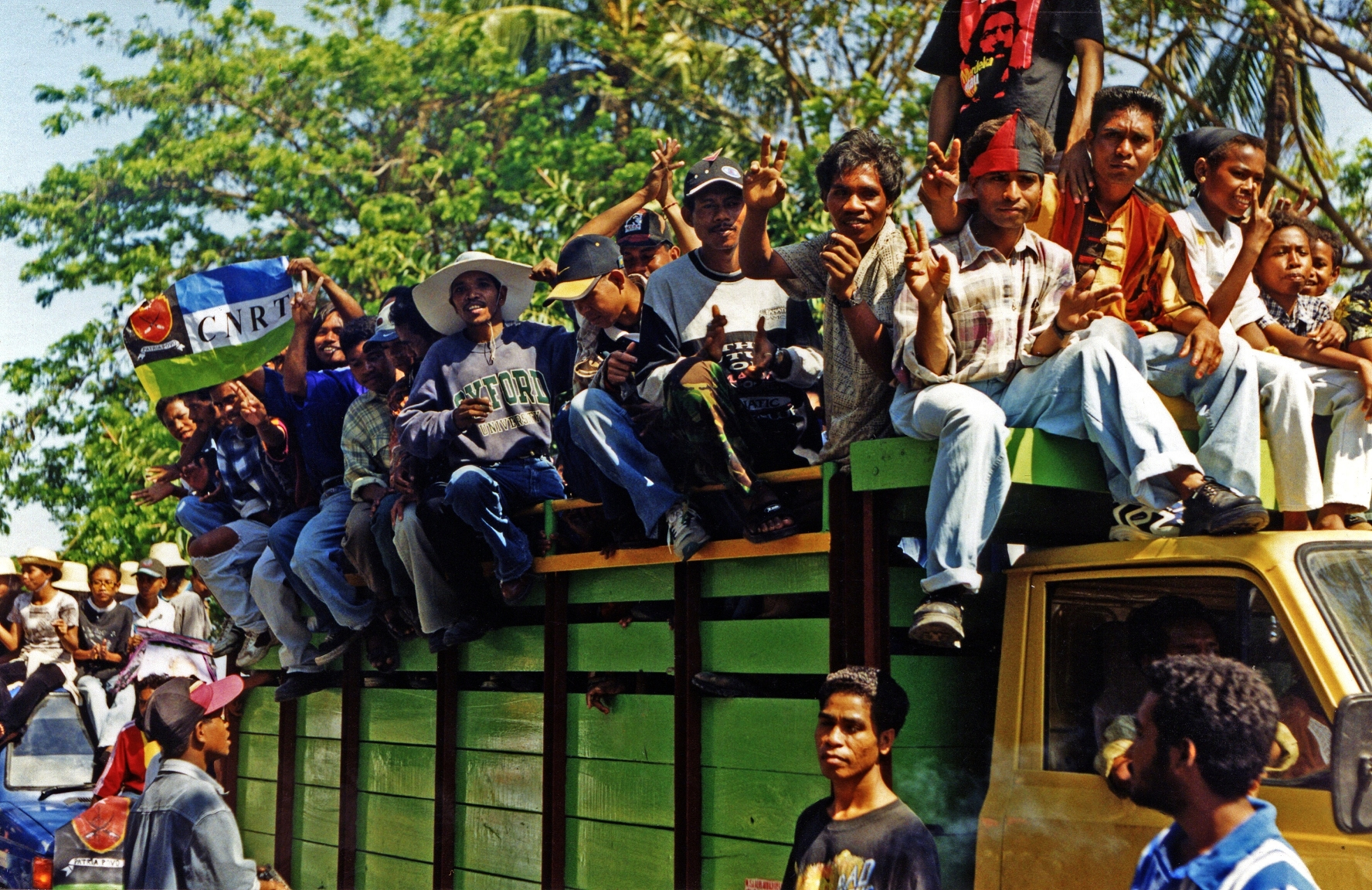
Референдум про незалежність Східного Тимору 1999 року

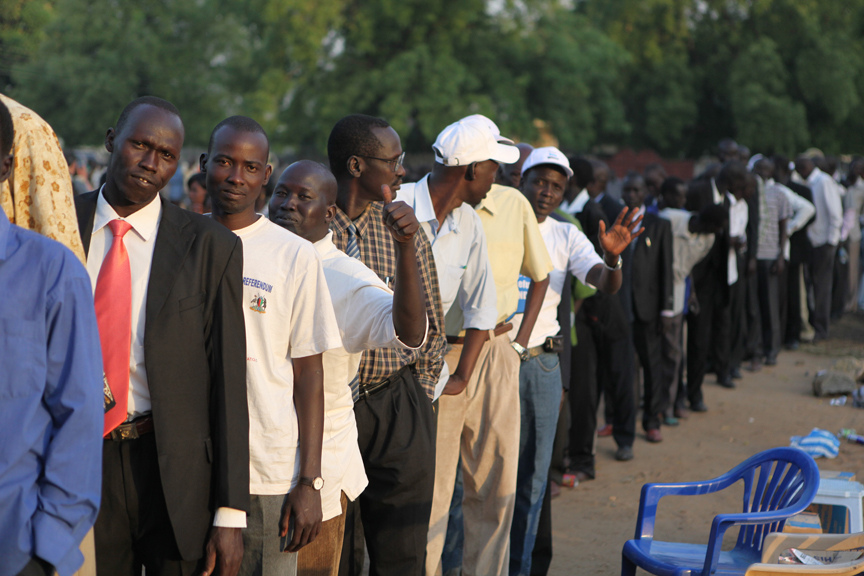
Референдум про незалежність Південного Судану у 2011 році

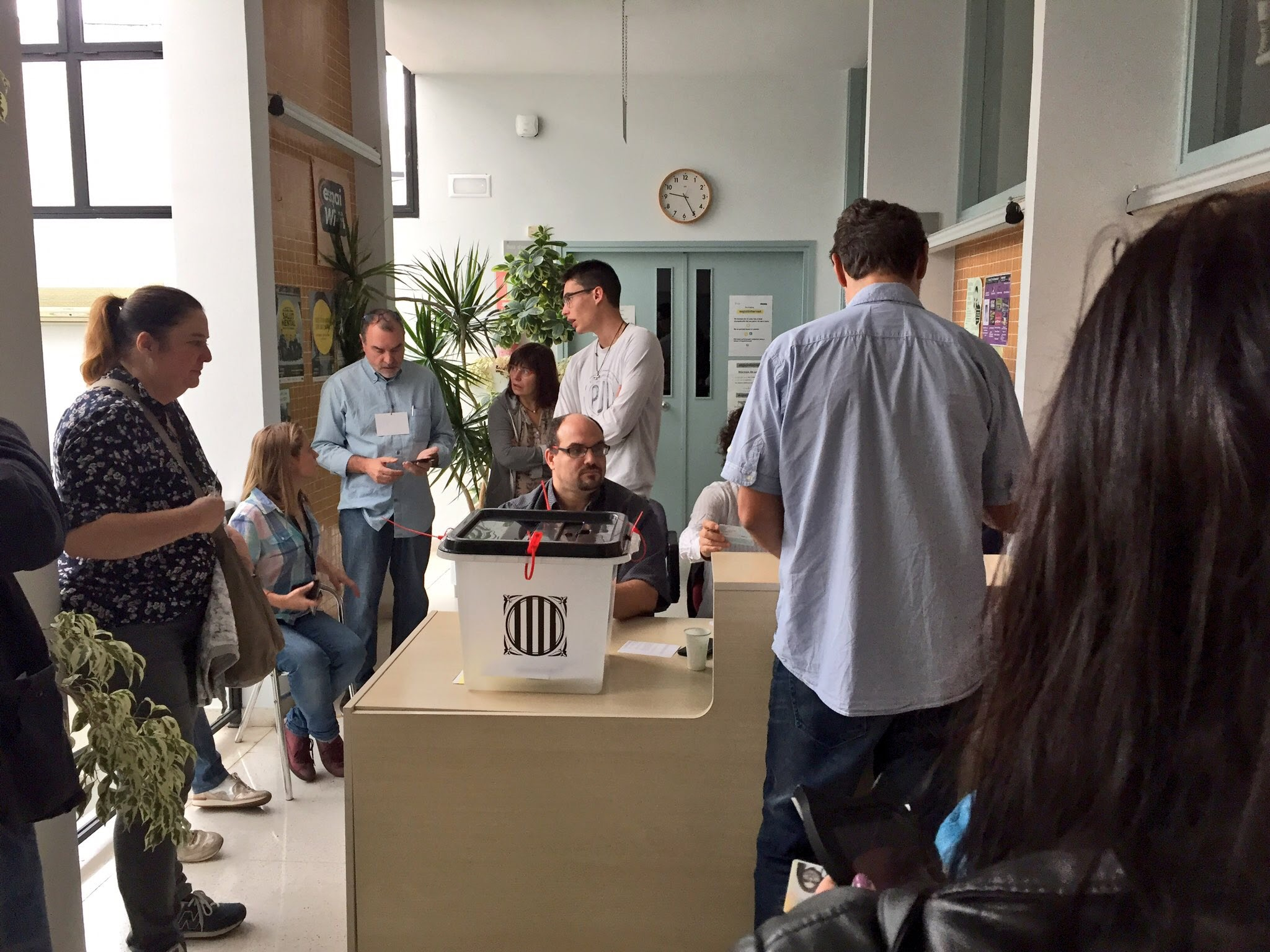
Референдум про незалежність Каталонії 2017

Референдум про незалежність (англ. independence referendum) — вид референдуму, на якому жителі території вирішують, чи має ця територія стати незалежною
суверенною державою. Референдум про незалежність, вираженням якого є голосування за незалежність, не завжди в кінцевому підсумку приводить до незалежності.

## Процедура
Референдум про незалежність зазвичай виникає першим після політичного успіху націоналістів певної території. Це може статися під час виборів політиків чи партій із сепаратистською політикою, або під тиском націоналістичних організацій.

### Переговори
Перемовини щодо умов референдуму про незалежність можуть відбуватися між націоналістами та владою, яка здійснює суверенітет над даною територією. В разі погодження умов може бути проведено референдум про незалежність, результати якого будуть обов'язкові та зустрінуть визнання міжнародного співтовариства. Референдуми про незалежність можуть проводитися без згоди національного чи федерального урядів, тоді міжнародне співтовариство, вирішуючи, чи можна визнати результат чи ні, буде спиратися на кілька інших чинників, наприклад, чи пригноблював місцеве населення центральний уряд чи ні.
На перемовинах можна обговорювати різні питання, такі як дата і час опитування, а також умови надання права голосу. У цих випадках часто широко використовується звичайна виборча практика, хоча можуть бути відхилення, як це трапилося зі зниженням віку для голосування на референдумі про незалежність Шотландії 2014 року.
Інші питання, які необхідно обговорити, стосуються того, яке чи які запитання слід поставити в бюлетені та які можуть бути варіанти голосування. На референдуми про незалежність можуть виноситися варіанти більшої автономії та/або статус-кво. Вони також можуть пропонувати для голосування інші конституційні питання. Запитання, які виносять на референдум, можуть бути переглянуті, якщо сторони, які беруть участь у переговорах, вважають їх занадто навідними.
Саме на переговорах потрібно визначити, що зробить результат обов'язковим. Деякі референдуми про незалежність передбачають просту більшість для одного з варіантів. В інших випадках може застосовуватися норма, коли той чи інший варіант, щоб він став обов'язковим, має підтримати певний відсоток голосів або виборців.
Націоналістам може бути важко досягти успішних перемовин через уперте небажання урядів відмовлятися від суверенітету над відповідною територією. Приміром, у Каталонії місцеві націоналісти планували у 2014 році провести референдум, але наштовхнулися на опір уряду Іспанії, внаслідок чого референдум про самовизначення Каталонії відбувся неофіційно і його результат не був обов'язковим.

### Наслідки
У разі голосування за незалежність можуть відбутися переговори щодо умов відокремлення території від суверенної держави. Потім виголошується декларація про незалежність нової держави, після чого може настати міжнародне визнання, а також членство в міжнародних організаціях, таких як Організація Об'єднаних Націй. У випадках, пов'язаних із необов'язковими (факультативними) референдумами, це може призвести до одностороннього проголошення незалежності, а отже до появи частково визнаних, як, приміром, після референдуму у Південній Осетії, або самопроголошених, ніким не визнаних держав, прикладом чого можуть слугувати сепаратистські референдуми на Донбасі.
У разі голосування проти незалежності можуть усе ще залишатися сильний націоналістичний рух і заклики до повторного референдуму про незалежність. Наприклад, після двох референдумів у Квебеку Квебекська партія продовжила підвищувати шанси на проведення ще одного референдуму, а Шотландська національна партія зазначила, що референдум 2014 року слід повторити тепер, коли Сполучене Королівство вийшло з Європейського Союзу.

## Минулі референдуми про незалежність
| Пропонована держава                       | Рік  | Колишня держава                                       | Більшість за незалежність                                  | Незалежність                       | Визнання результату                             | Примітки |
| ----------------------------------------- | ---- | ----------------------------------------------------- | ---------------------------------------------------------- | ---------------------------------- | ----------------------------------------------- | --- |
| Чилі                                      | 1817 | Генерал-капітанство Чилі (частина Іспанської імперії) | Так                                                        | Так                                | Ні                                              | Чилі проголосить незалежність 1818 року і закріпить її після Чилійської війни за незалежність. |
| Ліван                                     | 1846 | Американське колонізаційне товариство                 | Так                                                        | Так                                | Так                                             | |
| Республіка Меріленд                       | 1853 | Колонізаційне товариство штату Меріленд               | Так                                                        | Так                                | Так                                             | |
| Норвегія                                  | 1905 | Швеція-Норвегія                                       | Так                                                        | Так                                | Так                                             | Референдум щодо розпуску норвезького союзу був про те, чи схвалюють виборці ратифіковане розірвання союзу між двома конституційними державами. |
| Ісландія                                  | 1918 | Данія                                                 | Так                                                        | Так                                | Так                                             | |
| Західна Австралія                         | 1933 | Австралія                                             | Так                                                        | Ні                                 | Ні                                              | |
| Камбоджа                                  | 1945 | Франція                                               | Так                                                        | Так                                | Так                                             | |
| Монголія                                  | 1945 | Республіка Китай                                      | Так                                                        | Так                                | Так                                             | |
| Фарерські острови                         | 1946 | Данія                                                 | Так                                                        | Ні                                 | Ні                                              | Декларацію незалежності анулювала Данія |
| Ньюфаундленд                              | 1948 | Велика Британія                                       | Ні                                                         | Ні                                 | Так                                             | Давався вибір або приєднатися до Канади, або до відповідального уряду |
| Саар                                      | 1955 | Четверта французька республіка                        | Ні                                                         | Ні                                 | Так                                             | Пізніше територію передано Західній Німеччині |
| Камерун                                   | 1958 | Четверта французька республіка                        | Ні                                                         | Ні                                 | Так                                             | Референдум щодо нової конституції Франції. Жодне голосування не приведе до незалежності. |
| Центральноафриканська Республіка          | 1958 | Четверта французька республіка                        | Ні                                                         | Ні                                 | Так                                             | Референдум щодо нової конституції Франції. Жодне голосування не приведе до незалежності. |
| Чад                                       | 1958 | Четверта французька республіка                        | Ні                                                         | Ні                                 | Так                                             | Референдум щодо нової конституції Франції. Жодне голосування не приведе до незалежності. |
| Коморські острови                         | 1958 | Четверта французька республіка                        | Ні                                                         | Ні                                 | Так                                             | Референдум щодо нової конституції Франції. Жодне голосування не приведе до незалежності. |
| Республіка Конго                          | 1958 | Четверта французька республіка                        | Ні                                                         | Ні                                 | Так                                             | Референдум щодо нової конституції Франції. Жодне голосування не приведе до незалежності. |
| Бенін Республіка Дагомея                  | 1958 | Четверта французька республіка                        | Ні                                                         | Ні                                 | Так                                             | Референдум щодо нової конституції Франції. Жодне голосування не приведе до незалежності. |
| Джибуті                                   | 1958 | Четверта французька республіка                        | Ні                                                         | Ні                                 | Так                                             | Референдум щодо нової конституції Франції. Жодне голосування не приведе до незалежності. |
| Французька Полінезія                      | 1958 | Четверта французька республіка                        | Ні                                                         | Ні                                 | Так                                             | Референдум щодо нової конституції Франції. Жодне голосування не приведе до незалежності. |
| Габон                                     | 1958 | Четверта французька республіка                        | Ні                                                         | Ні                                 | Так                                             | Референдум щодо нової конституції Франції. Жодне голосування не приведе до незалежності. |
| Гвінея                                    | 1958 | Четверта французька республіка                        | Так                                                        | Так                                | Так                                             | Референдум щодо нової конституції Франції. Жодне голосування не приведе до незалежності. |
| Берег Слонової Кості                      | 1958 | Четверта французька республіка                        | Ні                                                         | Ні                                 | Так                                             | Референдум щодо нової конституції Франції. Жодне голосування не приведе до незалежності. |
| Мадагаскар                                | 1958 | Четверта французька республіка                        | Ні                                                         | Ні                                 | Так                                             | Референдум щодо нової конституції Франції. Жодне голосування не приведе до незалежності. |
| Малі                                      | 1958 | Четверта французька республіка                        | Ні                                                         | Ні                                 | Так                                             | Референдум щодо нової конституції Франції. Жодне голосування не приведе до незалежності. |
| Мавританія                                | 1958 | Четверта французька республіка                        | Ні                                                         | Ні                                 | Так                                             | Референдум щодо нової конституції Франції. Жодне голосування не приведе до незалежності. |
| Нова Каледонія                            | 1958 | Четверта французька республіка                        | Ні                                                         | Ні                                 | Так                                             | Референдум щодо нової конституції Франції. Жодне голосування не приведе до незалежності. |
| Нігер                                     | 1958 | Четверта французька республіка                        | Ні                                                         | Ні                                 | Так                                             | Референдум щодо нової конституції Франції. Жодне голосування не приведе до незалежності. |
| Сен-П'єр і Мікелон                        | 1958 | Четверта французька республіка                        | Ні                                                         | Ні                                 | Так                                             | Референдум щодо нової конституції Франції. Жодне голосування не приведе до незалежності. |
| Сенегал                                   | 1958 | Четверта французька республіка                        | Ні                                                         | Ні                                 | Так                                             | Референдум щодо нової конституції Франції. Жодне голосування не приведе до незалежності. |
| Верхня Вольта                             | 1958 | Четверта французька республіка                        | Ні                                                         | Ні                                 | Так                                             | Референдум щодо нової конституції Франції. Жодне голосування не приведе до незалежності. |
| Західне Самоа                             | 1961 | Нова Зеландія                                         | Так                                                        | Так                                | Так                                             | |
| Алжир                                     | 1962 | Франція                                               | Так                                                        | Так                                | Так                                             | |
| Мальта Держава Мальта                     | 1964 | Велика Британія                                       | Так                                                        | Так                                | Так                                             | |
| Родезія                                   | 1964 | Велика Британія                                       | Так                                                        | Де-факто                           | Ні                                              | Чорношкіра більшість населення не змогла проголосувати на референдумі про незалежність Південної Родезії 1964 р., а отже результат був відхилений Сполученим Королівством і міжнародними організаціями. Це викликало оскаржене одностороннє проголошення незалежності Родезії. |
| Джибуті                                   | 1967 | Франція                                               | Ні                                                         | Ні                                 | Так                                             | |
| Пуерто-Рико                               | 1967 | США                                                   | Ні                                                         | Ні                                 | Так                                             | |
| Західне Папуа                             | 1969 | Індонезія                                             | Ні                                                         | Ні                                 | Так                                             | Питання полягало в тому, чи хоче Західне Папуа відмовитися від свого суверенітету на користь Індонезії. Усі 1025 виборців одноголосно проголосували «за» підняттям рук. |
| Північні Маріанські Острови               | 1969 | США                                                   | Ні                                                         | Ні                                 | Так                                             | Більшість проголосувала за інтеграцію з Гуамом |
| Бахрейн                                   | 1970 | Велика Британія                                       | Так                                                        | Так                                | Так                                             | Питання полягало в тому, чи бахрейнці віддають перевагу анексії Іраном чи незалежності. |
| Ніуе                                      | 1974 | Нова Зеландія                                         | Більшість за асоційований статус                           | Асоційованого статусу досягнуто    | Так                                             | На референдумі йшлося про те, чи має Ніуе стати асоційованою державою Нової Зеландії. Цей політичний статус островів Кука та Ніуе інколи вважають незалежністю. |
| Коморські острови                         | 1974 | Франція                                               | Так                                                        | Так                                | Так                                             | Країна проголосила незалежність 6 липня 1975 року, а Майотта залишилася під контролем Франції. |
| Підопічна територія Тихоокеанські острови | 1975 | США                                                   | Ні                                                         | Ні                                 | Так                                             | За незалежність проголосували тільки виборці на території майбутніх Федеративних Штатів Мікронезії. |
| Гватемала                                 | 1976 | США                                                   | Ні                                                         | Ні                                 | Так                                             | Більшість проголосувала за вдосконалений статус-кво |
| Аруба                                     | 1977 | Нідерланди                                            | Так                                                        | Ні                                 | Так                                             | Плани повної незалежності зведено нанівець 1994 року |
| Джибуті                                   | 1977 | Франція                                               | Так                                                        | Так                                | Так                                             | |
| Невіс                                     | 1977 | Сент Крістофер-Невіс-Ангілья                          | Так                                                        | Ні                                 | Ні                                              | Референдум улаштувала Реформаторська партія Невісу, але його не визнав уряд Сент-Кіттс і Невіс. |
| Квебек                                    | 1980 | Канада                                                | Ні                                                         | Ні                                 | Так                                             | |
| Кіскей                                    | 1980 | ПАР                                                   | Так                                                        | Де-факто                           | Визнала Південноафриканська Республіка          | Як і в інших Бантустанів, його незалежність на міжнародному рівні визнано не було. |
| Гватемала                                 | 1982 | США                                                   | Ні                                                         | Ні                                 | Так                                             | |
| Федеративні Штати Мікронезії              | 1983 | США                                                   | Так                                                        | Так                                | Так                                             | Мікронезія стала асоційованою державою Сполучених Штатів |
| Маршаллові Острови                        | 1983 | США                                                   | Ні                                                         | Ні                                 | Так                                             | |
| Палау                                     | 1983 | США                                                   | Ні                                                         | Ні                                 | Так                                             | Виборці схвалили Договір про вільну асоціацію зі Сполученими Штатами |
| Палау                                     | 1984 | США                                                   | Ні                                                         | Ні                                 | Так                                             | Виборці схвалили Договір про вільну асоціацію зі Сполученими Штатами |
| Кокосові острови                          | 1984 | Австралія                                             | Ні                                                         | Ні                                 | Так                                             | |
| Фолклендські Острови                      | 1986 | Велика Британія                                       | Ні                                                         | Ні                                 | Так                                             | |
| Нова Каледонія                            | 1987 | Франція                                               | Ні                                                         | Ні                                 | Так                                             | |
| СР Словенія                               | 1990 | СФРЮ                                                  | Так                                                        | Так                                | Так                                             | |
| Вірменська РСР                            | 1991 | СРСР                                                  | Так                                                        | Так                                | Так                                             | |
| Азербайджан                               | 1991 | СРСР                                                  | Так                                                        | Так                                | Так                                             | |
| Хорватія                                  | 1991 | СФРЮ                                                  | Так                                                        | Так                                | Так                                             | |
| Естонія                                   | 1991 | СРСР                                                  | Так                                                        | Так                                | Так                                             | |
| Грузія                                    | 1991 | СРСР                                                  | Так                                                        | Так                                | Так                                             | |
| Косово                                    | 1991 | СФРЮ                                                  | Так                                                        | Ні                                 | Республіка Косово (частково визнана (Албанією)) | |
| Латвійська РСР                            | 1991 | СРСР                                                  | Так                                                        | Так                                | Так                                             | |
| Литовська РСР                             | 1991 | СРСР                                                  | Так                                                        | Так                                | Так                                             | |
| Македонія                                 | 1991 | СФРЮ                                                  | Так                                                        | Так                                | Так                                             | Незалежність здобуто 1991 року. |
| Нагірно-Карабаська Республіка             | 1991 | СРСР                                                  | Так                                                        | Де-факто                           | Ні                                              | Привів до фактичної незалежності |
| Україна                                   | 1991 | СРСР                                                  | Так                                                        | Так                                | Так                                             | |
| Придністров'я                             | 1991 | СРСР                                                  | Так                                                        | Де-факто                           | Ні                                              | Привів до фактичної незалежності |
| Республіка Гагаузія                       | 1991 | СРСР                                                  | Так                                                        | Де-факто                           | Ні                                              | Привів до фактичної незалежності. Гагаузія реінтегрувалася в Молдову в грудні 1994 року. |
| Туркменська РСР                           | 1991 | СРСР                                                  | Так                                                        | Так                                | Так                                             | |
| Узбекистан                                | 1991 | СРСР                                                  | Так                                                        | Так                                | Так                                             | |
| Республіка Боснія і Герцеговина           | 1992 | СФРЮ                                                  | Так                                                        | Так                                | Так                                             | |
| СР Чорногорія                             | 1992 | СФРЮ                                                  | Ні                                                         | Ні                                 | Так                                             | |
| Південна Осетія                           | 1992 | Грузія                                                | Так                                                        | Де-факто                           | Ні                                              | Привів до фактичної незалежності |
| Республіка Татарстан                      | 1992 | Росія                                                 | Так                                                        | Так                                | Ні                                              | Татарстан реінтегрувався з Росією де-факто в 1994 році, де-юре в 2002 році |
| Еритрея                                   | 1993 | Ефіопія                                               | Так                                                        | Так                                | Так                                             | |
| Американські Віргінські Острови           | 1993 | США                                                   | Ні                                                         | Ні                                 | Так                                             | |
| Пуерто-Рико                               | 1993 | США                                                   | Ні                                                         | Ні                                 | Так                                             | |
| Кюрасао                                   | 1993 | Королівство Нідерланди                                | Ні                                                         | Ні                                 | Так                                             | Більшість проголосувала за реструктуризацію Нідерландських Антильських островів |
| Бонайре                                   | 1994 | Королівство Нідерланди                                | Ні                                                         | Ні                                 | Так                                             | Більшість проголосувала за збереження статус-кво. |
| Сінт-Мартен                               | 1994 | Королівство Нідерланди                                | Ні                                                         | Ні                                 | Так                                             | Більшість проголосувала за збереження статус-кво. |
| Саба (острів)                             | 1994 | Королівство Нідерланди                                | Ні                                                         | Ні                                 | Так                                             | Більшість проголосувала за збереження статус-кво. |
| Сінт-Естатіус                             | 1994 | Королівство Нідерланди                                | Ні                                                         | Ні                                 | Так                                             | Більшість проголосувала за збереження статус-кво. |
| Бермудські Острови                        | 1995 | Велика Британія                                       | Ні                                                         | Ні                                 | Так                                             | |
| Квебек                                    | 1995 | Канада                                                | Ні                                                         | Ні                                 | Так                                             | «Ні» перемогло з різницею у 1,16%. |
| Себорга                                   | 1995 | Італія                                                | Так                                                        | Ні                                 | Ні                                              | Жителі проголосували за незалежність у співвідношенні 304 до 4. Більшість вважає її не стільки фактичною, скільки віртуальною державою. |
| Анжуан                                    | 1997 | Коморські Острови                                     | Так                                                        | Де-факто                           | Ні                                              | Де-факто Анжуан залишався незалежним до 2001 року |
| Невіс                                     | 1998 | Сент Крістофер-Невіс-Ангілья                          | Так                                                        | Ні                                 | Так                                             | 62% виборців схвалили незалежність, але була потрібна більшість у 2/3. |
| Пуерто-Рико                               | 1998 | США                                                   | Ні                                                         | Ні                                 | Так                                             | |
| Східний Тимор                             | 1999 | Індонезія                                             | Так                                                        | Так                                | Так                                             | Референдум організувала ООН; незалежність здобуто 2002 року |
| Сінт-Мартен                               | 2000 | Королівство Нідерланди                                | Ні                                                         | Ні                                 | Так                                             | Більшість проголосували за те, щоб стати країною у межах Королівства Нідерландів. |
| Сомаліленд                                | 2001 | Сомалі                                                | Так                                                        | Де-факто                           | Ні                                              | |
| Бонайре                                   | 2004 | Королівство Нідерланди                                | Ні                                                         | Ні                                 | Так                                             | Більшість проголосувала за інтеграцію з Нідерландами |
| Саба (острів)                             | 2004 | Королівство Нідерланди                                | Ні                                                         | Ні                                 | Так                                             | Більшість проголосувала за прямі конституційні зв'язки з Нідерландами |
| Іракський Курдистан                       | 2005 | Ірак                                                  | Так                                                        | Ні                                 | Ні                                              | |
| Кюрасао                                   | 2005 | Королівство Нідерланди                                | Ні                                                         | Ні                                 | Так                                             | Більшість проголосували за те, щоб стати автономною країною у складі Королівства Нідерландів |
| Сінт-Естатіус                             | 2005 | Королівство Нідерланди                                | Ні                                                         | Ні                                 | Так                                             | Більшість проголосували за те, щоб залишитися у складі Нідерландських Антильських островів |
| Чорногорія                                | 2006 | Сербія та Чорногорія                                  | Так                                                        | Так                                | Так                                             | |
| Південна Осетія                           | 2006 | Грузія                                                | Так                                                        | Де-факто                           | Ні                                              | Питання полягало в тому, чи має Південна Осетія зберегти свій «де-факто» незалежний статус |
| Придністров'я                             | 2006 | Молдова                                               | Так                                                        | Де-факто                           | Ні                                              | Питання полягало в тому, чи має Придністров'я зберегти свій «де-факто» незалежний статус |
| Токелау                                   | 2006 | Нова Зеландія                                         | Більшість за асоційований статус та кворуму не досягнуто   | Асоційованого статусу не досягнуто | Так                                             | На референдумі йшлося про те, чи повинен Токелау стати асоційованою державою Нової Зеландії. Цей політичний статус островів Кука та Ніуе іноді вважають незалежністю. 60% виборців підтримали, але потрібна була більшість у 2/3. |
| Токелау                                   | 2007 | Нова Зеландія                                         | Більшість за асоційований статус , та кворуму не досягнуто | Асоційованого статусу не досягнуто | Так                                             | На референдумі йшлося про те, чи повинен Токелау стати асоційованою державою Нової Зеландії. Цей політичний статус островів Кука та Ніуе іноді вважають незалежністю. 60% виборців підтримали, але потрібна була більшість у 2/3. |
| Південний Судан                           | 2011 | Судан                                                 | Так                                                        | Так                                | Так                                             | Незалежності досягнуто 9 липня 2011 року. |
| Пуерто-Рико                               | 2012 | США                                                   | Ні                                                         | Ні                                 | Так                                             | |
| Донецька народна республіка               | 2014 | Україна                                               | Так                                                        | Оголошено                          | Ні                                              | Питання полягало в тому, чи повинна т. зв. «ДНР», яка контролює лише частину заявленої території, стати незалежною державою. |
| Луганська народна республіка              | 2014 | Україна                                               | Так                                                        | Оголошено                          | Ні                                              | Питання полягало в тому, чи повинна т. зв. «ЛНР», яка контролює лише частину заявленої території, стати незалежною державою. |
| Венето                                    | 2014 | Італія                                                | Так                                                        | Ні                                 | Ні                                              | Референдум провела онлайн і через самодіяльні кабінки для голосування приватна організація «Plebiscite 2013» без перевірки виборців і без співпраці з італійським національним чи венеційським регіональним урядом. 89% жителів проголосували за відділення від Італії. Офіційний референдум про автономію Венето відбувся 22 жовтня 2017 року, на якому 98% проголосували за особливу автономію для Венето. |
| Шотландія                                 | 2014 | Велика Британія                                       | Ні                                                         | Ні                                 | Так                                             | |
| Каталонія                                 | 2014 | Іспанія                                               | Так                                                        | Ні                                 | Ні                                              | |
| Сінт-Естатіус                             | 2014 | Нідерланди                                            | Ні                                                         | Ні                                 | Так                                             | Більшість проголосувала за автономію у межах Королівства Нідерландів, але низька явка зробила результат недійсним. |
| Південна Бразилія                         | 2016 | Бразилія                                              | Так                                                        | Ні                                 | Ні                                              | Називався «плебісцитом», явка становила лише 2,91%. |
| Пуерто-Рико                               | 2017 | США                                                   | Ні                                                         | Ні                                 | Так                                             | Якби більшість виборців обрали варіант «Незалежність/Вільна асоціація», було б проведено ще один референдум про незалежність за цими двома варіантами. Проте більшість виборців проголосували за статус американського штату. |
| Іракський Курдистан                       | 2017 | Ірак                                                  | Так                                                        | Ні                                 | Ні                                              | Референдум також відбувся на спірних територіях Північного Іраку. |
| Каталонія                                 | 2017 | Іспанія                                               | Так                                                        | Ні                                 | Ні                                              | Парламент Каталонії в односторонньому порядку 27 жовтня 2017 року оголосив про створення Каталонської Республіки. Декларацію не визнав уряд Іспанії, який далі розглядає Каталонію як частину своєї суверенної території, встановивши на початку робочого дня 30 жовтня пряме правління. 31 жовтня 2017 року Конституційний суд Іспанії офіційно відкликав декларацію зі зворотною силою.                    |
| Південна Бразилія                         | 2017 | Бразилія                                              | Так                                                        | Ні                                 | Ні                                              | Друга спроба референдуму, названа «плебісцитом», де явка становила тільки 1,72%. |
| Нова Каледонія                            | 2018 | Франція                                               | Ні                                                         | Ні                                 | Так                                             | |
| Бугенвіль                                 | 2019 | Папуа Нова Гвінея                                     | Так                                                        | Підлягає узгодженню                | Так                                             | Проводився з 23 листопада по 7 грудня 2019 року. Голосування не було обов'язковим, а останнє слово щодо того, що буде з Бугенвілем, має уряд Папуа-Нової Гвінеї. Незалежність буде надано в 2027 році. |
| Нова Каледонія                            | 2020 | Франція                                               | Ні                                                         | Ні                                 | Так                                             | |

## Додаткова література
- Harguindéguy, J.-B., Sánchez, E. S., & Sánchez, A. S. (2021). "Why do central states accept holding independence referendums? Analyzing the role of state peripheries." Electoral Studies.
- Juve J. Cortés Rivera (2020) "Creating new states: the strategic use of referendums in secession movements." Territory, Politics, Governance